# 丑鸭
丑鸭（学名：Histrionicus histrionicus；英语：Harlequin duck）是鸭科丑鸭属（Histrionicus）的唯一一种生物，其属名和种加词均来自拉丁语“histrio”，意思是“演员”。这种海鸟分布于太平洋和大西洋北部沿海。

## 形态

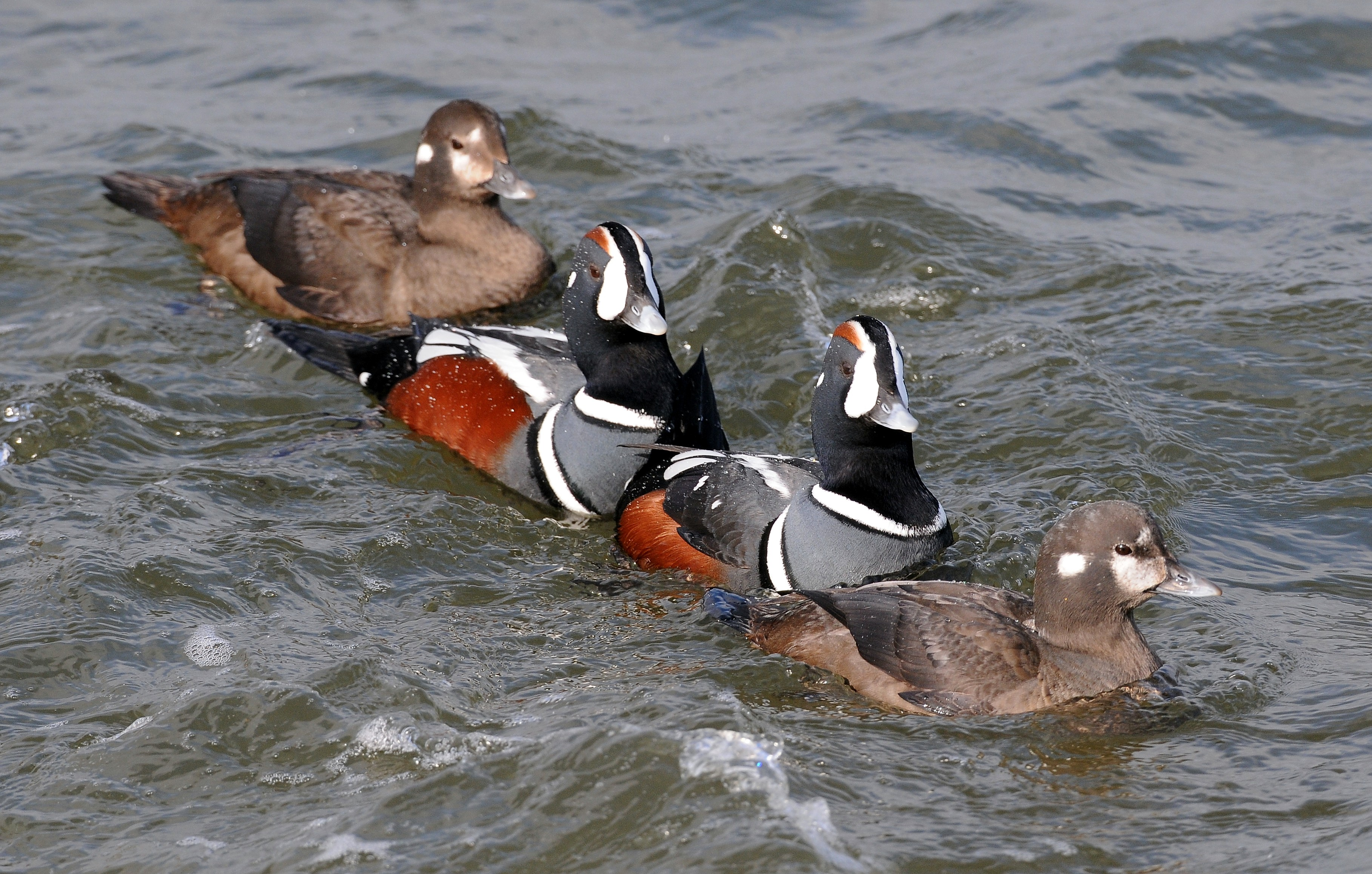
雄鸟和雌鸟

丑鸭以雄鸟艳丽多彩的羽毛著称，其体型数据如下：
| 标准大小 | 标准大小                      |
| -------- | ----------------------------- |
| 体长     | 15—17英寸（380—430 mm）       |
| 体重     | 600 g（1.3磅）                |
| 翼展     | 26英寸（660 mm）              |
| 单翼     | 188—202 mm（7.4—8.0英寸）     |
| 尾巴     | 77—101.5 mm（3.03—4.00英寸）  |
| 嘴峰     | 25—27 mm（0.98—1.06英寸）     |
| 跗骨     | 36.5—38.5 mm（1.44—1.52英寸） |